# Distrito electoral de High Ridge (condado de Hayes, Nebraska)
High Ridge (en inglés: High Ridge Precinct) es un distrito electoral ubicado en el condado de Hayes en el estado estadounidense de Nebraska. En el Censo de 2010 tenía una población de 20 habitantes y una densidad poblacional de 0,22 personas por km².

## Geografía
High Ridge se encuentra ubicado en las coordenadas 40°34′3″N 101°10′28″O / 40.56750, -101.17444. Según la Oficina del Censo de los Estados Unidos, High Ridge tiene una superficie total de 91.35 km², de la cual 91.35 km² corresponden a tierra firme y (0%) 0 km² es agua.

## Demografía
Según el censo de 2010, había 20 personas residiendo en High Ridge. La densidad de población era de 0,22 hab./km². De los 20 habitantes, High Ridge estaba compuesto por el 100% blancos, el 0% eran afroamericanos, el 0% eran amerindios, el 0% eran asiáticos, el 0% eran isleños del Pacífico, el 0% eran de otras razas y el 0% pertenecían a dos o más razas. Del total de la población el 0% eran hispanos o latinos de cualquier raza.